# David Stone Martin
David Stone Martin (* 13. Juni 1913 in Chicago, Illinois als David Livingstone Martin; † 6. März 1992 in New London, Connecticut) war ein US-amerikanischer Maler und Graphiker, der bekannt durch seine Illustrationen für Jazzalben-Cover wurde.

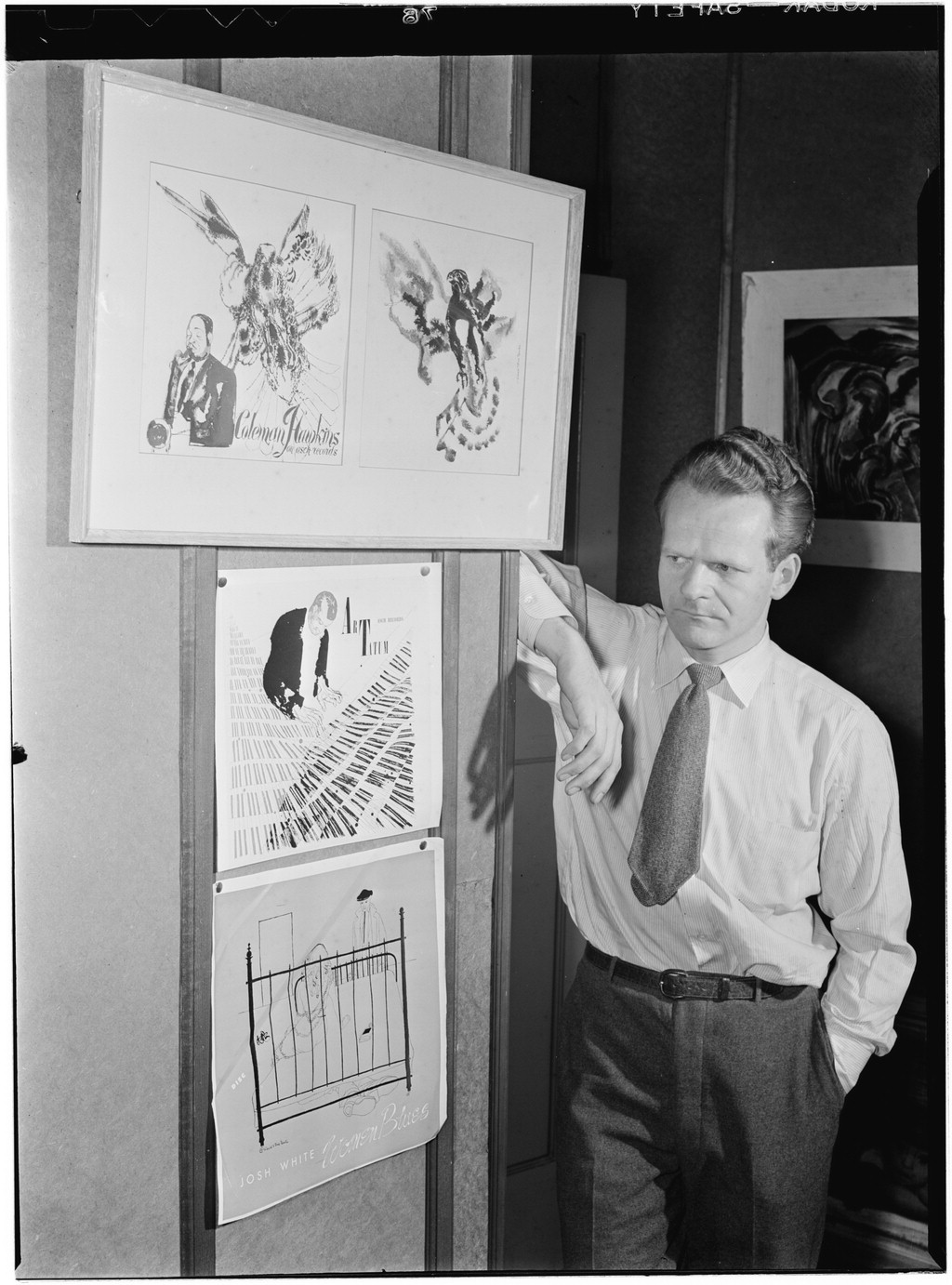
David Stone Martin, ca. April 1947.
Fotografie von William P. Gottlieb.

## Leben
David Stone Martin studierte am Art Institute of Chicago, wo er 1935 graduierte. Während der Depressionszeit war Martin in einem Wandbild-Projekt der Works Progress Administration tätig; 1935 erhielt er die Einladung, als Künstler für die Tennessee Valley Authority in Knoxville zu arbeiten. Während des Zweiten Weltkriegs war er in New York im Office of War Information als Art Direktor tätig. Dort lernte er Ben Shahn kennen, mit dem er zusammenarbeitete und der ihn stilistisch stark beeinflusste. Bei Kriegsende gehörte er der Associated American Artist Group an und war nach Auftragsarbeiten für Firmen wie Lucky Strike oder Abbott Laboratories fortan freiberuflich tätig. Er unterrichtete daneben 1948/40 an der Brooklyn Museum School of Art und 1950 an der Workshop School of Advertising and Editorial Art in New York. Der Jazzfan Martin war mit der Pianistin Mary Lou Williams befreundet, und als diese 1944 ein Album für Asch Records aufnahm, konnte sie Moses Asch überzeugen, Martin die Gestaltung des Umschlags zu überlassen; dies war das erste von ihm gestaltete Album.

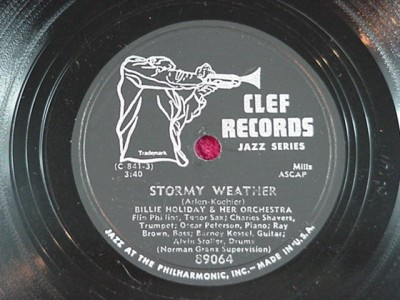
Das von Martin gestaltete Trompeter Logo auf einer Clef-78er von Billie Holiday: „Stormy“ / „Tenderly“ (1952)

In den 1940er-Jahren arbeitete er weiter für Asch und auch für Plattenfirmen wie Disc und Stinson. Seine Reputation beruht jedoch vor allem auf der Zusammenarbeit mit Norman Granz, mit dem er befreundet war. David Stone Martins erster Auftrag von Granz war es, ein Logo für die Jazz at the Philharmonic Konzerte und Tourneen zu entwerfen. Er gestaltete hierfür das berühmte Trompeter-Logo, das auch auf den frühen 78er und späteren Schallplatten der Konzerte, die von Mercury Records vertrieben wurden, zu sehen war.
Ab Anfang der 1950er-Jahre schuf Martin über hundert verschiedene Illustrationen für Albencover der Grantz-Label Clef, Norgran und Verve sowie für Mercury und Dial. Viele dieser Aufträge entstanden für LPs u. a. von Count Basie, Tal Farlow, Charlie Parker, Illinois Jacquet, Bud Powell, Art Tatum, Stan Getz, Lester Young und viele andere Musiker.
Im Laufe seiner Karriere gestaltete Martin schließlich Illustrationen für über 400 Schallplatten, u. a. für Decca, Capitol und RCA Victor, in den 70er und  80ern auch Cover von Pablo, Progressive und anderen Label. Charakteristisch war dabei seine einfache Linienführung, die meist mit einer einzigen Farbe kombiniert wurde. Martins bevorzugtes Werkzeug war ein Federkiel. Weitere Aufträge erhielt er während der 50er Jahre von dem CBS-Art Direktor William Golden; Martin arbeitete dann in den 1950er und 1960er Jahren auch als Buchillustrator; u. a. gestaltete er Alan Lomax’ Buch über Jelly Roll Morton (Doctor Jazz) und schuf auch Poster sowie Titelseiten mit Porträts von Robert F. Kennedy, Eugene McCarthy, Mao Zedong und George C. Wallace für die Magazine Time, Seventeen, The Saturday Evening Post und weitere Publikationen.
Sein Studio befand sich in Roosevelt (New Jersey). Seine Arbeiten sind im Museum of Modern Art, dem Metropolitan Museum of Art, im Art Institute of Chicago und in der Smithsonian Institution ausgestellt. Er gewann zahlreiche Auszeichnungen, u. a. der Society of Illustrators und der Art Directors Clubs von New York City, Boston und Detroit. David Stone Martin starb 1992.

## Cover
Alben
- Bird and Diz, Charlie Parker und Dizzy Gillespie, Clef Records
- The Astaire Story, Fred Astaire, Clef
- Toshiko's Piano, Toshiko Akiyoshi, Norgran
- All or Nothing at All, Billie Holiday, Verve Records
- Love Is a Gentle Thing, Harry Belafonte, RCA Victor
- Oscar Peterson Plays Porgy & Bess, Verve
- These Are the Blues, Ella Fitzgerald, Verve

Magazine
- Time-Magazin:Cover-Archiv der Arbeiten David Stone Martins:
  - David Merrick, 25. März 1966
  - Robert F. Kennedy, 16. September 1966
  - Inside the Viet Cong, 25. >August 1967
  - Mayor Carl Stokes, 17. November 1967
  - Gen. Vo Nguyen Giap, 9. Februar 1968
  - Sen. Eugene McCarthy, 22. März 1968
  - Nguyen Van Thieu, 28. März 1969
  - Gov. George Wallace, 27. März 1972

## Schriften
- Die Kunst zu zeichnen mit Bleistift, Feder und Pinsel New York, Grumbacher 1973
- Zs. mit Manek Daver: Jazz graphics. Tokyo, Graphic-Sha, 1991.

Mitarbeit
- Beatrice David Laneck / David Stone Martin: Songs to Grow On New York, Edward Marks / William Sloan, 1950
- Henry Chapin: Tigertail - The Game Chicken, Illustrated by David Stone Martin. New York, William R. Scott, 1965
- Evangeline Morse, Illustrated by David Stone Martin: Brown Rabbit: Her Story. Illinois Chicago: Follett Publishing Company, 1967
- Pauline Tabor / David  Stone Martin: Pauline's - Memoirs of the Madam on Clay Street. Louisville, Touchtone Publishing 1972
- Bea Stadtler: The Holocaust. A History of Courage and Resistance. Edited by Mossison David Bial. Illustrated by David Stone Martin. West Orange (NJ), Behrman House, 1973.
- Jimmy Lyons, Ira Kamin, David Stone Martin (Illustr.): Dizzy, Duke, the Count, and Me: The Story of the Monterey Jazz Festival San Francisco Examiner Division of the Hearst Corp 1978
- Jelly Roll Morton / Alan Lomax: Doctor Jazz. Mister Jelly Rolls Morität vom Jazz. Mit Zeichnungen von David Stone Martin. Zürich, Sanssouci, 1960.